# HD 73256 b
HD 73256 b是一顆質量約為木星1.87倍的熱木星，和母恆星的距離約0.037天文單位，公轉週期只有2.55日。
假設該恆星是完美的灰體，沒有溫室效應或潮汐作用，球面反照率0.1的話，表面溫度大約是1300 K，接近飛馬座51b，介於HD 189733 b和HD 209458 b（1180-1392K）量測前的預測溫度。該行星也是 VLTI Spectro-Imager 的近紅外線觀測候選天體。

## 外部連結
- . Exoplanets.   [2012-11-17]. （原始内容存档于2009-11-25）.
- . Extrasolar Visions.   [2012-11-17]. （原始内容存档于2004-11-16）.